# Elezioni del Senato dei Paesi Bassi del 2023
Le elezioni senatoriali nei Paesi Bassi del 2023 si sono svolte il 30 maggio per rinnovare i 75 membri della Eerste Kamer (anche detta comunemente Senato dei Paesi Bassi). 
In base alla Costituzione dei Paesi Bassi, tuttavia, la camera non è eletta direttamente dai cittadini, bensì dai membri delle dodici assemblee delle Province dei Paesi Bassi ogni quattro anni ed entro tre mesi dalle elezioni per questi ultimi (avvenute, in quell’anno, il 15 marzo).
In queste elezioni, per la prima volta, hanno potuto partecipare anche i rappresentanti dei neerlandesi residenti all'estero, così come quelli residenti nelle municipalità caraibiche speciali di Bonaire, Sint Eustatius e Saba, portando così a sedici il numero totale delle circoscrizioni elettorali per le elezioni senatoriali.

## Risultati
| Liste                                 | Liste  | Voti | Voti ponderati | Voti ponderati | Seggi | +/–     |
| Liste                                 | Liste  | Voti | Voti           | %              | Seggi | +/–     |
| ------------------------------------- | ------ | ---- | -------------- | -------------- | ----- | ------- |
|                                       | BBB    | 137  | 36.976         | 20,66          | 16    | +16     |
|                                       | VVD    | 67   | 22.194         | 12,40          | 10    | -2      |
|                                       | GL     | 55   | 17.313         | 9,67           | 7     | -1      |
|                                       | PVdA   | 68   | 15.862         | 8,86           | 7     | +1      |
|                                       | CDA    | 47   | 13.136         | 7,34           | 6     | -3      |
|                                       | D66    | 37   | 11.144         | 6,23           | 5     | -2      |
|                                       | PVV    | 34   | 10.922         | 6,10           | 4     | -1      |
|                                       | PvdD   | 27   | 8.560          | 4,78           | 3     | Stabile |
|                                       | JA21   | 24   | 8.289          | 4,63           | 3     | +3      |
|                                       | PS     | 24   | 7.404          | 4,14           | 3     | -1      |
|                                       | CU     | 23   | 6.595          | 3,69           | 3     | -1      |
|                                       | FvD    | 17   | 4.866          | 2,72           | 2     | -10     |
|                                       | VOLT   | 14   | 4.826          | 2,70           | 2     | +2      |
|                                       | PR     | 8    | 4.436          | 2,48           | 2     | Stabile |
|                                       | 50PLUS | 8    | 3.264          | 1,82           | 1     | -1      |
|                                       | OPNL   | 17   | 3.183          | 1,78           | 1     | Stabile |
| Totale                                | Totale | —    | 178.970        | 100            | 75    |         |
| (NL) Risultati (PDF), su kiesraad.nl. |        |      |                |                |       |         |